# Francisque Teyssier
Francisque Teyssier (Saló de Provença, 2 de gener de 1969) és un ciclista francès, que fou professional entre 1992 i 2000. En el seu palmarès destaquen dos campionats nacionals de contrarellotge, el 1997 i el, 2000.
En retirar-se passà a dirigir el Vélo Club Saint-Antoine La Gavotte, basant-se en Lei Penas de Mirabèu i conseller municipal de la comuna de Cornilhon e Conforç, a les Boques del Roine.

## Palmarès
- 1992
  - 1r al Gran Premi de les Nacions amateur
  - 1r al Tour Nord-Isère
- 1994
  - Vencedor de 2 etapes del Tour de Poitou-Charentes
- 1997
  -  Campió de França de contrarellotge
- 1998
  - 1r al Gran Premi de les Nacions
  - Vencedor d'una etapa del Regio-Tour
- 2000
  -  Campió de França de contrarellotge

### Resultats al Tour de França
- 1996. Abandona (6a etapa)

### Resultats a la Volta a Espanya
- 1997. 23è de la classificació general